# Cristo Salvador del Picacho

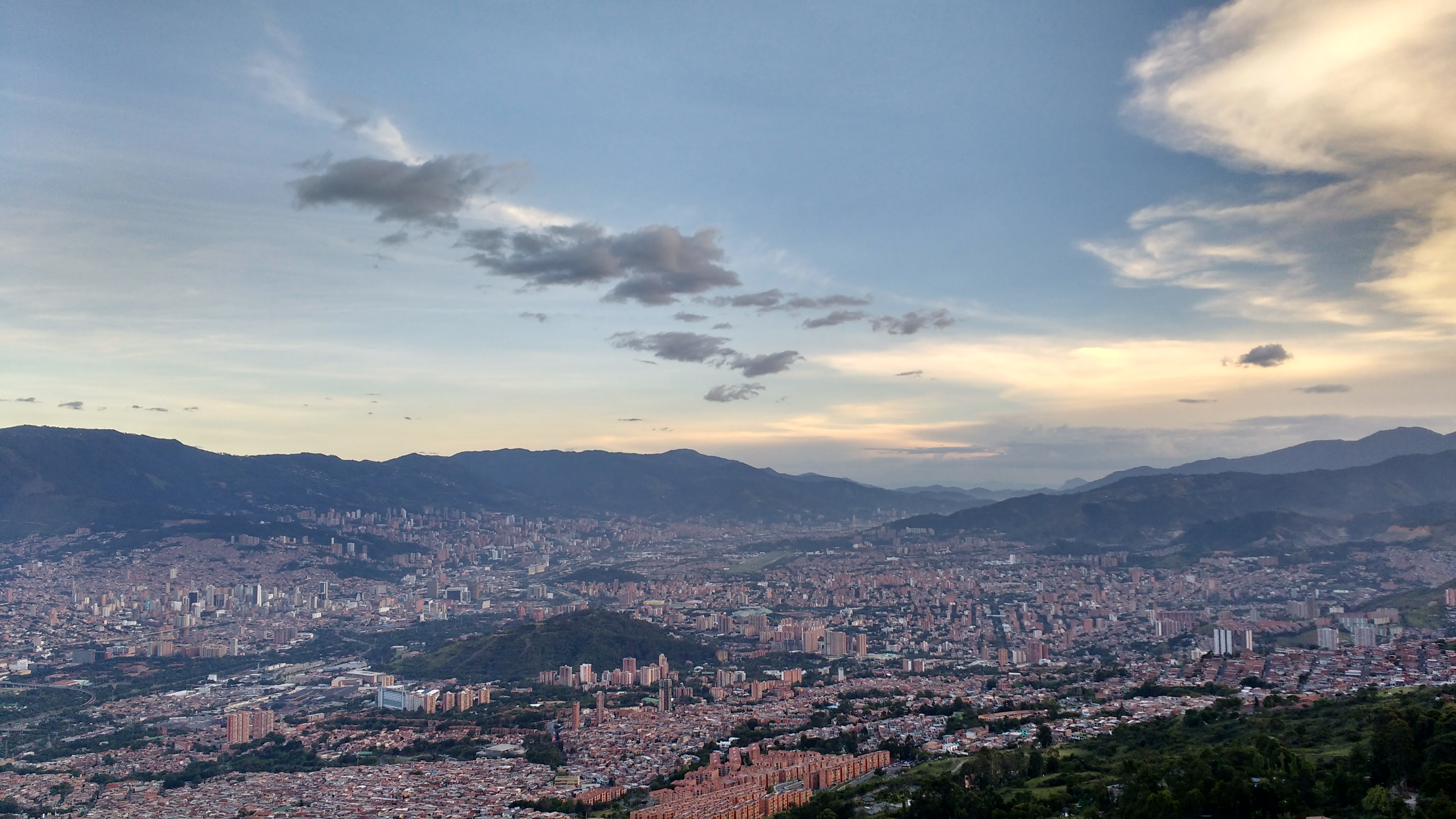
Medellín desde el mirador

El Cristo Salvador del Picacho o Cristo Rey del Picacho es un monumento a Cristo ubicado al noroccidente de la ciudad de Medellín, en el cerro que lleva su nombre, y que es además uno de los siete cerros tutelares de la ciudad.
Gracias a su ubicación, particularmente a su altitud respecto al valle, el monumento sirve como mirador de la ciudad, hacia la cual dirige su mirada. Fue diseñado por el italo-colombiano Gussant Goreng a principios del siglo XX como resultado de un proyecto de la administración municipal a fin de mejorar en la zona en la lucha contra las drogas, la inseguridad y la violencia, y para fomentar el turismo en esta zona de Medellín.